# Otis Williams

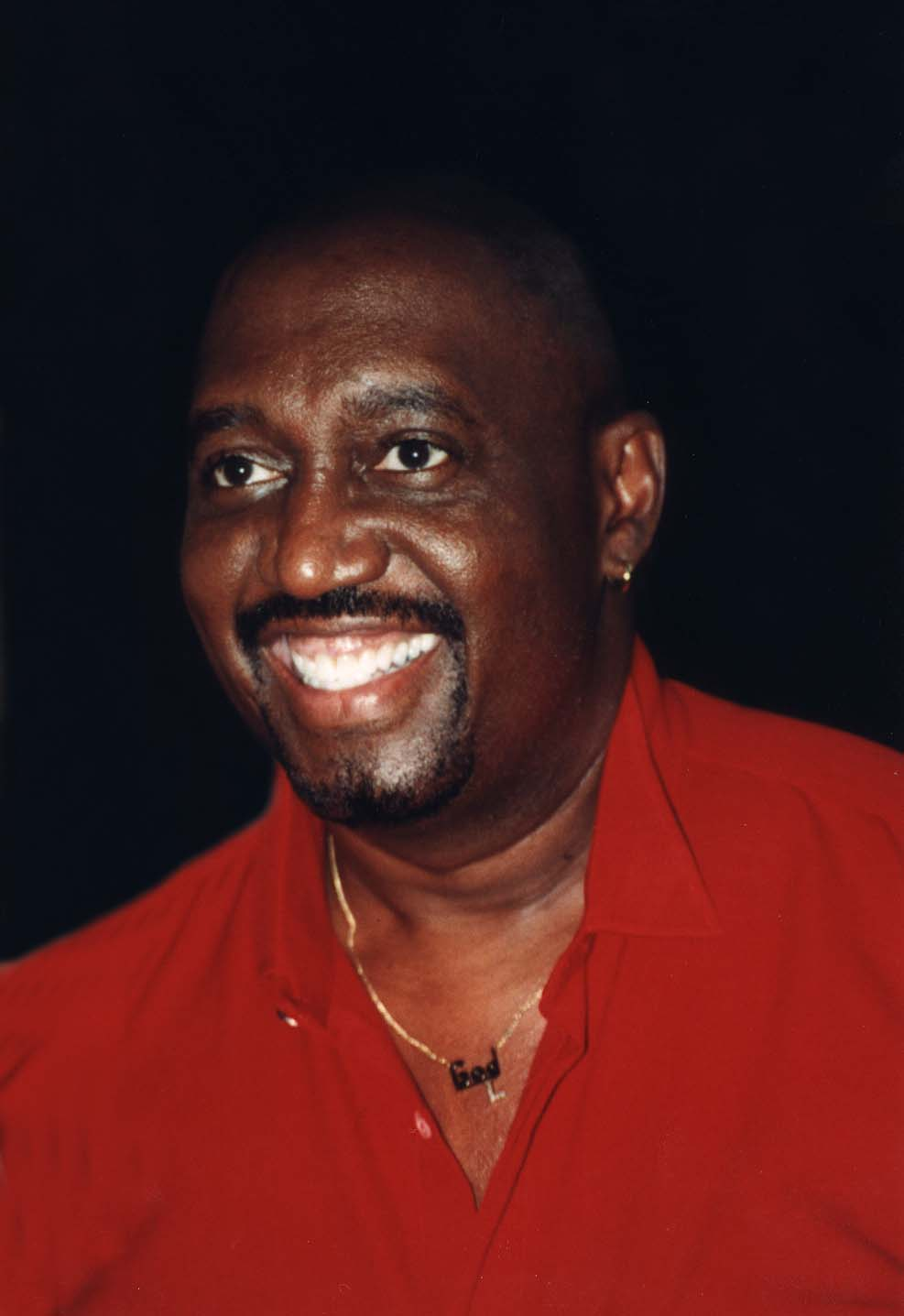
Otis Williams

Otis Williams (* 30. Oktober 1941 in Texarkana, Texas; eigentlich Otis Miles, Jr.) ist ein US-amerikanischer Tenor- und Bariton-Sänger. Er war auch als Songwriter und Produzent tätig. Williams ist der Leiter der Gruppe The Temptations, welche er im März 1961 aus der Gruppe The Elgins mitgegründet hat.

## Leben

### Die frühen Jahre
Williams (bürgerlicher Name: Otis Miles) wurde in Texarkana, Texas geboren. Seine Eltern waren Hazel Louise und Otis Miles. Williams wuchs größtenteils bei seiner Großmutter in Texarkana, Texas auf. Im Alter von 10 Jahren zog er mit seiner Mutter und seinem neuen Stiefvater Edgar nach Detroit. Seit dieser Zeit benutzte er den Nachnamen seiner Mutter (Williams) als seinen eigenen.

### Karriere
Williams interessierte sich im Teenageralter zunehmend für Musik und war Mitglied in mehreren Gesangsgruppen wie Otis Williams and the Siberians, die El Domingoes, und The Distants. The Distants hatten einen regionalen Hit (Come on), welcher von Williams und dem Manager und Produzent Johnnie Mae Matthews geschrieben wurde. Der Text zu dem Song stammte aus der Feder von Richard Street. Nachfolgende Aufnahmen der Distants waren weniger erfolgreich. Nach einem Angebot von Berry Gordy von Motown Records lösten er und seine Bandmitglieder Elbridge „Al“ Bryant und Melvin Franklin die Gruppe auf. Eddie Kendricks und Paul Williams kamen später zur Gruppe hinzu und gründeten The Elgins. Im März 1961 unterzeichneten sie bei Motown einen Plattenvertrag unter ihrem neuen Namen The Temptations.
The Temptations wurden schließlich die erfolgreichste Gruppe in der Kategorie Black-Music in ihrer nahezu fünfzigjährigen Karriere. In dieser Zeit waren bemerkenswerte Sänger Mitglied der Gruppe wie zum Beispiel: David Ruffin, Dennis Edwards, früherer Distant Richard Street, Damon Harris, Ron Tyson, Ali-Ollie Woodson, Theo Peoples, Ray Davis und G.C. Cameron. Die Mitglieder der Gruppe wechselten häufig und es gab viel Ärger innerhalb der Gruppe, sodass Williams und Melvin Franklin sich gegenseitig versprachen, niemals die Gruppe zu verlassen. Franklin war bis 1994 Mitglied der Gruppe, als er aufgrund seiner Erkrankungen nicht mehr auftreten konnte. Er starb am 23. Februar 1995 und hinterließ Otis Williams als einziges Gründungsmitglied der Temptations.
Williams schrieb 1988 zusammen mit Patricia Romanowski das Buch The Temptations, welches seine Autobiografie und zugleich die Geschichte der Temptations beschreibt. Das Buch wurde im Jahr 1998 von NBC als eine Mini-Serie verfilmt.
Williams singt selten als Lead-Sänger in der Gruppe, er konzentrierte sich mehr auf die Rolle als Organisator, Leiter und Background-Sänger der Gruppe. Das 1967 veröffentlichte Lied der Temptations Don't Send Me Away ist eines der wenigen Lieder, bei denen Williams als Lead-Sänger auftrat.

### Privatleben
Williams heiratete 1961 Josephine Rogers. Im gleichen Jahr kam der gemeinsame Sohn Otis Lamont Williams zur Welt. Nachdem Otis und Josephine Williams sich 1964 scheiden ließen, traf er sich mit Florence Ballard von den Supremes, und hatte eine Beziehung mit der R&B-Sängerin Patti LaBelle.
Williams war von 1967 bis 1973 mit Ann Cain verheiratet und heiratete 1983 seine derzeitige Frau Goldie. Sein Sohn Otis Lamont, ein Bauarbeiter, starb 1983 bei einem Arbeitsunfall.